# Шардалы
Шардалы (баш. Шардалы) — река в России, протекает в Республике Башкортостан и Челябинской области. Устье реки находится в 182 км по левому берегу реки Юрюзань, в селе Малояз. Длина реки составляет 15 км.

## Данные водного реестра
По данным государственного водного реестра России относится к Камскому бассейновому округу, водохозяйственный участок реки — Уфа от Нязепетровского гидроузла до Павловского гидроузла, без реки Ай, речной подбассейн реки — Белая. Речной бассейн реки — Кама.
Код объекта в государственном водном реестре — 10010201112111100023460.